# Listă de filme de animație din anii 2010
Aceasta este o listă de liste de filme de animație din anii 2010:
- Listă de filme de animație din 2010
- Listă de filme de animație din 2011
- Listă de filme de animație din 2012
- Listă de filme de animație din 2013
- Listă de filme de animație din 2014
- Listă de filme de animație din 2015
- Listă de filme de animație din 2016
- Listă de filme de animație din 2017
- Listă de filme de animație din 2018
- Listă de filme de animație din 2019

## Data lansării necunoscută
Această secțiune conține filme de animație, care în prezent sunt fie în producție, fie terminate și așteaptă să fie distribuite, fie blocat în faza de post-producție sau au fost abandonate și au o dată de lansare necunoscută.
- Ajin: Demi-Human trilogy (Japonia)[1]
- Alien Pile, Чужая куча (Chuzhaya kucha) (Rusia)  Arhivat în 26 aprilie 2012, la Wayback Machine.
- A Silent Voice film (Japonia)[2]
- Atomik Mike (SUA)[3]
- Beasts of Burden (SUA)[4]
- Beijing Safari (China, India)[5]
- Bonesaw (SUA)[6]
- Barrel Organ, L'Orgue de Barbarie (Franța)[7]
- Citizen Siege (SUA)[8][9]
- Conan: Red Nails (SUA)
- Dheera (India)
- Dreaming Machine, 夢みる機械 (Yume Miru Kikai) (Japonia)
- Elysian Tail (SUA)
- Fate/stay night film (Japonia)[10]
- Feedback (Africa de Sud)  Arhivat în 2 februarie 2011, la Wayback Machine.
- The Fourth King (Coreea de Sud)
- Freaky Flickers (SUA)  Arhivat în 16 octombrie 2007, la Wayback Machine.
- The Golden Donkey, El Asno de Oro (Spania)
- The Goon (SUA/Canada)[11]
- Grass Roots (Regatul Unit)
- Hoffmaniada (Rusia)[12]
- Hōkago no Pleiades (Japonia)[13]
- Holy Night! (Spania)[14]
- Hullabaloo (SUA)[15]
- How the Dead Love (SUA)[16]
- Kalahari (Africa de Sud)[17]
- Kizumonogatari II Nekketsu-hen (Japonia)[18]
- Kizumonogatari III Reiketsu-hen (Japonia)[18]
- Kong - The Origin (China, Coreea de Sud)[19]
- Kono Sekai no Katasumi ni (Japonia)[20]
- Laika in Space (India)[21]
- Last Days of Coney Island (SUA)
- Lin Wang (Taiwan)
- Lost in Olympia, Χαμένοι στην Ολυμπία (Grecia) [22]
- Mad Hair, Безумные волосы (Bezumnyye volosy) (Rusia) [23]
- Magical Girl Lyrical Nanoha The Movie 3rd: Reflection (Japonia)[24]
- Magik (India)[25][26]
- Mammuk (Italia)[27]
- Maru - The Enchanted Talisman, Maru - Tajemniczy Talizman (Polonia) [28]
- Memory of Bread, 추억의 붕어빵 (Coreea de Sud)[29]
- Mickey Mouse (SUA) [30]
- Mobile Suit Gundam SEED: The Movie (Japonia)
- Moon Man (Franța / Germania / Irlanda)[31]
- Naughty or Nice (SUA)[32]
- Nim's Journey (Suedia)
- Pablo (SUA) [33]
- The Overcoat, Шинель (Shinel) (Rusia)
- The Oz Kids (SUA)
- Pinocchio (SUA)[34][35]
- Popeye (SUA)[36][37][38]
- The Power of the Dark Crystal (SUA)
- Prince Vladimir - The Feat, Князь Владимир. Подвиг (Knyaz Vladimir. Podvig) (Rusia)
- Ruslan, Руслан и Людмила (Ruslan i Lyudmila) (Rusia)[39]
- RV The Racer Aardvark (SUA)[40]
- The Saga of Rex (Canada/Belgia/SUA)[41]
- Sapsan, Сапсан (Rusia)[42][43]
- Snowyville (SUA)[44]
- Shaun the Sheep 2 (Regatul Unit) [45]
- Sword-bearer's Heart, Сердце Оруженосца (Serdtse Oruzhinostsa) (Rusia)[46][47]
- Sword Art Online film (Japonia)[48]
- Tarzan and the Aliens (India)[21]
- Untitled Goro Miyazaki film (Japonia)[49]
- The Water Warriors (Regatul Unit) [50][50]
- The Wild Bunch (Israel)[51]
- X-treme Squirrels (SUA) [52]